# Pétrus Borel
Ska ej blandas ihop med den franske vetenskapsmannen Pierre Borel, som ibland använde det latiniserade förnamnet Petrus.

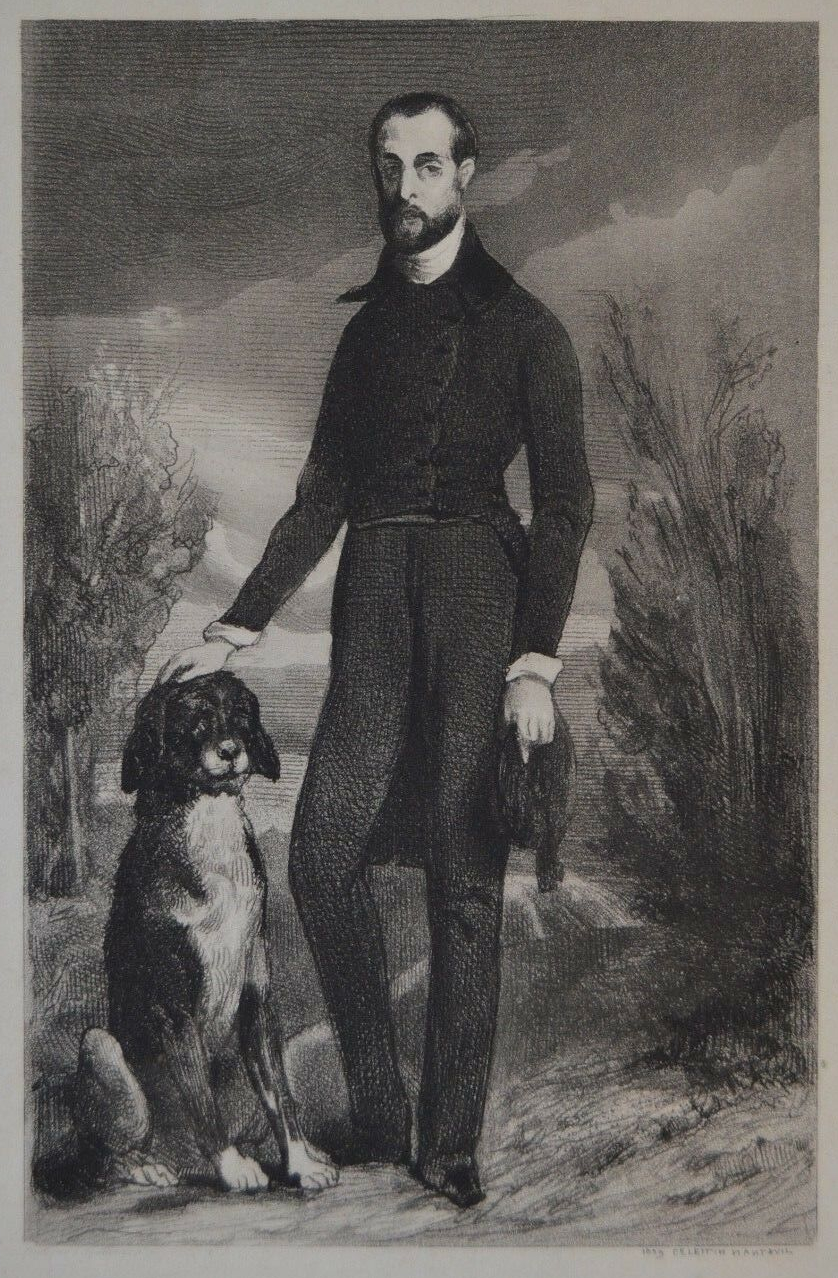
Pétrus Borel tecknad av Célestin Nanteuil.

Pétrus Borel, ursprungligen Joseph-Pierre Borel d'Hauterive, född 29 juni 1809 i Lyon, död 14 juli 1859 i Mostaganem, var en fransk författare av dikter och berättelser. Som person var Borel en av de ivrigaste (och sista) bland romantikens anhängare. Under 1850-talet betraktades han som en halvt karikatyrartad person av den nya realismens företrädare. Bland hans arbeten märks diktsamlingen Rhapsodies (1831), novellsamlingen Champavert med undertiteln "omoraliska berättelser" (1833), samt romanen Madame Putiphar (1839). Borel grundade även en rad tidningar, däribland en med titeln "Satan", och översatte Robinson Crusoe till franska 1836. Sina sista 13 år bodde Borel i Algeriet. Hans samlade verk utkom 1922 i Frankrike. André Breton tog med några brottstycken ur Borels produktion som exempel på svart humor i sin Anthologie de l'humour noir (1940). Till svenska översattes Champavert av Elias Wraak år 2016.